# Henri Dameth
Henri Dameth (eredeti neve Claude Marie Dameth, magyarosan Dameth Kolos Henrik), (Paray-le-Monial, 1812. szeptember 26. – Genf, 1884. augusztus 14.) francia publicista, tanár, közgazdasági író.

## Életpályája
1833 és 1837 között történelemtanár volt, majd szocialista hírlapokba dolgozott. 1848-ban két ízben elzárásra ítélték. 1850 és 1855 között Nizzában újságszerkesztő volt. A császárság alatt üldözték, ezért 1858-ban a genfi egyetemen foglalta el a nemzetgazdaságtan tanszékét. 1864-65-ben Lyonban adott elő. A Francia Társadalomtudományi Akadémia 1876-ban tagjai közé választotta.

## Főbb művei
- Le Juste et l'Utile ou Rapports de l’économie politique avec la morale (1859)
- L'Économie politique et le Spiritualisme (1862)
- Introduction à l'étude de l'économie politique (1865)
- Résumé d’un cours sur les banques publiques d’émission (1866)
- Le Mouvement socialiste et l’Économie politique (1869)
- La question sociale (1871)
- Les bases naturelles de l'économie sociale (1872)